# Alderton (Suffolk)
Alderton – wieś w Anglii, w hrabstwie Suffolk, w dystrykcie East Suffolk. Leży 19 km na wschód od miasta Ipswich i 121 km na północny wschód od Londynu.